# Ficus louisii
Ficus louisii là một loài thực vật có hoa trong họ Moraceae. Loài này được Boutique & J.Léonard mô tả khoa học đầu tiên năm 1949.